# Sabrina Fernandes
Sabrina da Fonseca Borges Fernandes  (Goiânia, 26 de julho de 1988) é uma socióloga, economista, professora, militante marxista e ex-youtuber brasileira, conhecida pelo seu canal chamado Tese Onze que contém vídeos acerca de debates, informações e críticas dentro de perspectivas de esquerda por uma linha marxista (especificamente, ecossocialista) e progressista. Sabrina Fernandes é PhD em Sociologia e Mestre em Economia Política pela Universidade Carleton no Canadá, onde escreveu sua tese premiada pela CALACS e pela própria Universidade Carleton com uma medalha do senado.
Os temas da tese envolvem a despolitização e a fragmentação da esquerda no Brasil evidenciada pela crise política de 2014 no Brasil, que deram origem ao seu livro Sintomas Mórbidos: A encruzilhada da esquerda brasileira. Em dezembro de 2020, publicou o livro Se Quiser Mudar o Mundo - um guia político para quem se importa, livro introdutório aos principais conceitos de política, sem abrir mão de sua complexidade. Ela também preparou uma nova edição, com introdução e notas, do Manifesto Comunista de Karl Marx e Friedrich Engels no Brasil.
Além de estudar e viver o contexto da esquerda brasileira e internacionalista, é especialista em teoria marxista, pedagogia crítica, estudos feministas e sociologia ambiental. No Brasil, foi pesquisadora colaboradora plena na Universidade de Brasília, onde foi professora voluntária e substituta.
Realizou cursos presenciais introdutórios ao ecossocialismo em algumas cidades desde 2018. Seu canal no YouTube foi criado em 2017 e inicialmente abordava os elementos presentes em sua pesquisa, porém com o aumento da popularidade foi rebatizado em referência às Teses sobre Feuerbach de Karl Marx e ampliou seu conteúdo, alcaçando mais de 435.000 assinantes em diferentes plataformas online e de produção de mídia, incluindo podcasts e clube do livro.
Nos últimos anos, ela tem direcionado seu trabalho ativista, de pesquisa e publicação para promover sínteses políticas na fragmentada esquerda brasileira, com foco no ecossocialismo. Escreveu e editou para a revista nova-iorquina Jacobin e suas versões brasileira (como editora consultora-chefe) e latino-americana. Em 2023 se tornou pesquisadora de pós-doutorado do CALAS na Universidade de Guadalajara. Anteriormente, foi pesquisadora visitante do Instituto Latino-Americano da Freie Universität Berlin, pesquisadora sênior no Departamento de Ciência Política da Universidade de Viena e do International Research Group on Authoritarianism and Counter-Strategies (IRGAC) da Rosa Luxemburg Stiftung. Co-autorou artigos com Michael Lowy e outros expoentes contemporâneos do ecossocialismo, abordando assuntos como teoria da dependência e imperialismo ecológico, extrativismo e soberania no Sul Global, decrescimento e descarbonização da economia.
Frequentemente participa com entrevistas e artigos em uma variedade de meios de comunicação com grande público.

## Biografia
Nascida em Goiânia, começou a estudar a língua inglesa aos 13 anos e a lecionar aos 16. Ao atingir a maioridade, em 2006 conseguiu uma bolsa na Universidade St. Thomas, em Fredericton no Canadá onde graduou-se com honras em Economia. Com o incentivo de seus professores, Fernandes prosseguiu seus estudos e pesquisas na Universidade Carleton em Ottawa tendo concluído um mestrado em economia política investigando a proliferação da indústria dos cursinhos pré-vestibulares em Goiânia a partir de uma perspectiva teórica marxista e freiriana, e um doutorado em sociologia que lhe rendeu premiações com sua tese acerca da despolitização brasileira e da fragmentação da esquerda. Voltou a morar no Brasil em 2015 (tendo terminado a mudança em 2017) por motivos pessoais e pelo ativismo, devido ao momento político pelo qual o país passava. É irmã do criminólogo Samuel Silva Borges, que é colaborador em projetos como o Tese Onze e o Fundamentes. Compõe o comitê de direção da Global Ecosocialist Network e é conselheira sênior de pesquisa do Instituto Alameda.

## Visões políticas e ativismo
Fernandes começou seu ativismo no Canadá atuando no movimento estudantil e em coletivos feministas, além de ser filiada ao Novo Partido Democrático. Entre as bandeiras que levanta, estão o ecossocialismo, o marxismo, o feminismo e o veganismo. No Brasil, a ativista foi filiada ao Partido Socialismo e Liberdade, sem pretensões de se candidatar, de 2016 até Fevereiro de 2022.

### YouTube

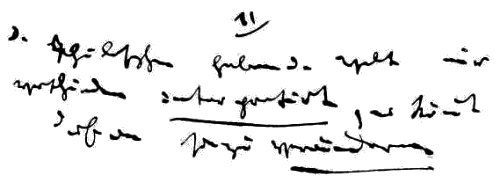
Décima primeira tese, manuscrito original de Karl Marx

Em junho de 2017 gravou o primeiro vídeo do canal que começou com o nome "À Esquerda" com a intenção de discutir as definições e a atuação do campo progressista em um espaço onde predominavam os youtubers de direita. Depois de seis meses de existência o canal foi renomeado para "Tese Onze" em referência às Teses sobre Feuerbach de Karl Marx, sendo que a décima primeira diz: "Os filósofos têm apenas interpretado o mundo de maneiras diferentes; a questão, porém, é transformá-lo".
Fernandes diz que tem a "responsabilidade de romper padrões" sendo uma mulher que fala sobre política no meio digital e defende a necessidade de pensar em táticas de comunicação “que não fiquem simplesmente nos formatos já maçantes da esquerda, que não atrai grande parte da população”. Com mais de 435 mil inscritos, Fernandes dá pequenas aulas sobre marxismo, feminismo, ecologia, comenta a política brasileira e internacional e rebate argumentos da direita desde teorias conspiratórias como a do marxismo cultural até o termo pejorativo "socialista de IPhone". Também promove a autocrítica de esquerda, incluindo por exemplo a identificação das falhas cometidas pelos governos do Partido dos Trabalhadores como a conciliação de classes.

Encerrou as atividades do canal em 20 de julho de 2023.
Atualmente Sabrina é uma das colaboradoras do portal de noticias Intercept Brasil onde escreve colunas sobre clima, politica e transição energética. 

## Publicações

### Livros Autorais
- Se quiser mudar o mundo: Um guia político para quem se importa  (2020)
- Sintomas Mórbidos: a Encruzilhada da Esquerda Brasileira (2019)

### Livros Editados
- (org.) MARX, Karl . O Dezoito de Brumário de Luís Bonaparte (2023)
- (coord. IRGAC) Global Authoritarianism – Perspectives and Contestations from the South (2022)
- (org.) MARX, Karl & ENGELS, Friedrich. O Manifesto Comunista (2021)

### Trabalhos científicos
- Sovereignty and the polycrisis (2023)
- Right-Wing Authoritarianism Against Nature: The Latin American Context. (2022)
- Ecological Imperialism and Jair Bolsonaro’s Agenda in Brazil (2021)
- An eco-socialist strategy to win the future (2021)
- Ecosocialism from the Margins (2020)
- Crisis of Praxis: Depoliticization and Leftist Fragmentation in Brazil (2017)
- Pedagogia Crítica Como Práxis Marxista Humanista: Perspectivas Sobre Solidariedade, Opressão, E Revolução (2016)
- Reflexões Críticas Acerca Do Processo De Bolonha À Luz Das Contribuições De Herbert Marcuse E Paulo Freire (2015)
- Neoliberalization of education in Brazil: the impact of cursinhos and the private sector on pedagogical practices and access to university (2015)
- The World Bank’s position on early child education in Brazil: a critical assessment of contributions and shortcomings(2013)
- The cursinho industry and the advancement of the neoliberal agenda for access to education in Brazil: a case study in the city of Goiânia. (2012)
- Dilma Rousseff and the challenge of fighting patriarchy through political representation in Brazil (2012)